# Nycteola brunnescens
Nycteola brunnescens är en fjärilsart som beskrevs av Claude Dufay 1958. Nycteola brunnescens ingår i släktet Nycteola och familjen trågspinnare. Inga underarter finns listade i Catalogue of Life.